# Anisozyga albifinita
Anisozyga albifinita là một loài bướm đêm trong họ Geometridae.